# Greg Buckner
Greg Derayle Buckner (Hopkinsville, Kentucky, 16 de septiembre de 1976) es un exjugador de baloncesto estadounidense que disputó 10 temporadas en la NBA. Con 1,93 metros, jugaba en la posición de escolta y actualmente es entrenador asistente en Milwaukee Bucks.

## Carrera

### Universidad
Jugó cuatro años con los Tigers de la Universidad de Clemson (1994-98), donde disputó 122 encuentros, promediando 14,4 puntos por partido, y fue nombrado rookie del año de la ACC en 1995.

### Jugador
Fue seleccionado en el draft de 1998 por Dallas Mavericks, pero su primera temporada la disputó con los Grand Rapids Hoops. 
Debutó con los Mavs en 1999, y tras tres temporadas, en verano de 2002, firmó como agente libre con los Sixers.
Tras una temporada firma con Denver Nuggets por dos años, donde en la temporada 2004-05 fue tercero en puntos por tiro intentado. 
En verano de 2006 firma por dos años con Dallas Mavericks, pero tras un año en Dallas, el 28 de septiembre de 2007 es traspasado a Minnesota Timberwolves a cambio de Trenton Hassell.
Después de una temporada en Minnesota, el 27 de junio de 2008, es traspasado junto a O. J. Mayo, Marko Jarić, y Antoine Walker a Memphis Grizzlies a cambio de Kevin Love, Mike Miller, Brian Cardinal, y Jason Collins.
Disputó una temporada en Memphis, pero el 9 de julio de 2009, fue traspasado a Dallas Mavericks en un acuerdo entre cuatro equipos, pero el 14 de septiembre fue cortado por los Mavs antes de comenzar la temporada.

### Entrenador
El 29 de julio de 2011, se une al cuerpo técnico de los Houston Rockets como desarrollador de jugadores, donde permanece cinco temporadas.
En diciembre de 2017, se une a los Memphis Grizzlies como técnico asistente.
Tras dos temporadas, en noviembre de 2020, firma como asistente con los Cleveland Cavaliers. El 21 de abril de 2021, consigue su primera victoria como entrenador principal, al reemplazar temporalmente por enfermedad a J. B. Bickerstaff. En junio de 2022 fue ascendido a entrenador jefe asociado.
El 10 de junio de 2024, firma por los Milwaukee Bucks como asistente de Doc Rivers.

## Estadísticas de su carrera en la NBA

### Temporada regular
| Año     | Equipo       | PJ  | PT  | MPP  | %TC  | %3P  | %TL  | RPP | APP | ROB | TPP | PPP |
| ------- | ------------ | --- | --- | ---- | ---- | ---- | ---- | --- | --- | --- | --- | --- |
| 1999–00 | Dallas       | 48  | 1   | 19.2 | .476 | .385 | .683 | 3.6 | 1.1 | .8  | .4  | 5.7 |
| 2000–01 | Dallas       | 37  | 9   | 22.2 | .438 | .286 | .728 | 4.2 | 1.3 | .9  | .2  | 6.2 |
| 2001–02 | Dallas       | 44  | 16  | 20.1 | .525 | .313 | .690 | 3.9 | 1.1 | .7  | .4  | 5.8 |
| 2002–03 | Philadelphia | 75  | 5   | 20.2 | .465 | .273 | .802 | 2.9 | 1.3 | 1.0 | .2  | 6.0 |
| 2003–04 | Philadelphia | 53  | 3   | 13.3 | .377 | .273 | .741 | 1.9 | .8  | .4  | .1  | 3.1 |
| 2004–05 | Denver       | 70  | 41  | 21.7 | .528 | .405 | .778 | 3.0 | 1.9 | 1.1 | .1  | 6.2 |
| 2005–06 | Denver       | 73  | 27  | 24.1 | .434 | .354 | .782 | 2.9 | 1.7 | 1.2 | .3  | 6.7 |
| 2006–07 | Dallas       | 76  | 11  | 18.1 | .411 | .311 | .794 | 2.1 | .9  | .6  | .1  | 4.0 |
| 2007–08 | Minnesota    | 31  | 4   | 16.8 | .385 | .300 | .864 | 2.1 | 1.3 | .7  | .1  | 4.0 |
| 2008–09 | Memphis      | 63  | 0   | 13.9 | .384 | .255 | .800 | 2.1 | .9  | .5  | .1  | 2.5 |
| Total   | Total        | 570 | 117 | 19.1 | .450 | .334 | .757 | 2.8 | 1.3 | .8  | .1  | 5.0 |

### Playoffs
| Año   | Equipo       | PJ | PT | MPP  | %TC  | %3P  | %TL   | RPP | APP | ROB | TPP | PPP  |
| ----- | ------------ | -- | -- | ---- | ---- | ---- | ----- | --- | --- | --- | --- | ---- |
| 2001  | Dallas       | 5  | 0  | 15.0 | .478 | .333 | .700  | 4.2 | .6  | 1.0 | .0  | 6.0  |
| 2002  | Dallas       | 7  | 0  | 15.0 | .480 | .000 | .750  | 3.7 | .6  | .4  | .1  | 3.9  |
| 2003  | Philadelphia | 10 | 0  | 11.2 | .323 | .222 | 1.000 | 1.7 | .3  | .1  | .2  | 2.6  |
| 2005  | Denver       | 5  | 2  | 20.0 | .222 | .222 | .000  | 3.2 | 1.0 | .4  | .2  | 2.0  |
| 2006  | Denver       | 5  | 4  | 27.4 | .418 | .313 | .875  | 2.8 | 1.2 | .6  | .2  | 12.6 |
| 2007  | Dallas       | 6  | 0  | 7.3  | .000 | .000 | .500  | 1.0 | .3  | .3  | .2  | .2   |
| Total | Total        | 38 | 6  | 15.1 | .377 | .259 | .786  | 2.6 | .6  | .4  | .2  | 4.1  |